# Désomorphine
Pour les articles homonymes, voir Krokodil (homonymie).
La désomorphine est un dérivé de la morphine aux forts effets sédatif et analgésique,,, découverte et brevetée en Allemagne en 1922, puis aux États-Unis en 1934. Elle est utilisée avec le nom commercial Permonid en Suisse, puis abandonnée en 1981 en raison de ses effets secondaires et addictifs.
Elle réapparaît comme stupéfiant de substitution à l'héroïne en Sibérie en 2002 sous le nom de « drogue crocodile » ou « Krokodil » (en russe : « крокодил »), et son usage se répand en Russie en 2010,.

## Production et synthèse
La codéine subit d'abord une substitution nucléophile de son groupe hydroxyle par le chlorure de thionyle, formant l'α-chlorocodide. La réduction catalytique de ce dernier produit la désocodéine. La désocodéine subit enfin une déméthylation de son groupe méthoxybenzène en groupe phénolique pour former la désomorphine[Quoi ?].

Synthèse de la désomorphine à partir de la codéine.

## Usage (et rumeurs d'usage) comme stupéfiant
Le principal danger de cette drogue vient des impuretés liées à sa fabrication artisanale. De nombreux sous-produits acides et toxiques endommagent les tissus situés à l'endroit des injections, les rendant semblables aux écailles de la peau d'un crocodile — d'où le surnom fréquemment associé à cette drogue —, et à brève échéance conduisent à une putréfaction,. Des journalistes l'ont qualifiée de « drogue la plus dangereuse au monde ».
Plusieurs rumeurs d'arrivée de cette drogue en Occident ont été lancées puis démenties,, en particulier en 2011 par l'Observatoire français des drogues et des toxicomanies, en 2012 par l'Observatoire européen des drogues et des toxicomanies, ainsi qu'en 2013 au Canada et en 2014 aux États-Unis. Des cas rares et isolés d'usage de désomorphine ont été rapportés en Espagne en 2014 et au Royaume-Uni en 2019.